# Numerisk tastatur
 Der er for få eller ingen kildehenvisninger i denne artikel, hvilket er et problem. Du kan hjælpe ved at angive troværdige kilder til de påstande, som fremføres i artiklen.

Et numerisk tastatur (også kaldet numpad) er en gruppe af taster på et normalt computertastatur, der er beregnet til indtastning af tal og simple formler. Det indeholder tallene 0-9, plus, minus, gange, dividere samt komma, Enter og en særlig tast Num Lock.
Det numeriske tastatur benyttes af folk, som skal indtaste mange tal eller formler hurtigt, f.eks. ved arbejde i et regneark. Da de taster, man skal bruge, er samlet, skal hånden ikke flytte sig meget, hvorved det går hurtigere. Der er en lille forhøjning på 5-tasten i midten som en hjælp til at placere fingrene korrekt uden at skulle se ned på tastaturet. Med lidt øvelse kan man skifte hænder mellem hoveddelen af tastaturet og det numeriske tastatur uden at kigge, hvilket er praktisk.
I nogle situationer har det numeriske tastatur en særlig funktion. I styresystemet Windows kan man bruge det til at indtaste specialtegn. Man holder Alt-tasten nede, mens man taster tegnets ASCII- eller Unicode-værdi og slipper herefter Alt. Tegnet vil nu blive indsat, hvor markøren er placeret. I nogle 3-D-spil bruges det numeriske tastatur til at styre kameraet – både vinkel og position.